# 奧納韋 (密歇根州)
奧納韋（英語：Onaway）是一個位於美國密歇根州普雷斯克艾爾縣的城市。

## 人口
根據2020年美國人口普查的數據，奧納韋的面積為4.22平方千米，當中陸地面積為4.22平方千米，而水域面積為0.00平方千米。當地共有人口890人，而人口密度為每平方千米211人。